# Distrito de Timbu
El distrito de Timbu (en inglés Thimphu) es uno de los veinte distritos (dzongkhag) en que se divide Bután. Cubre un área de 1.792 km² y una población de 138.736 personas en 2017 y de 146.500 en 2019. Su capital es la ciudad de Timbu.

## Geografía

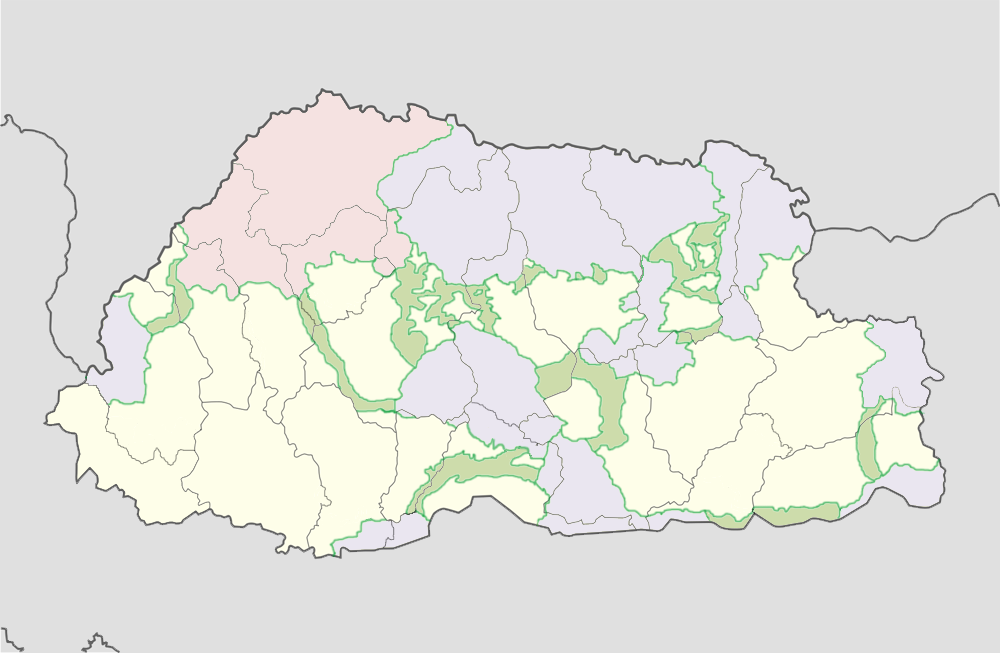
Ubicación del Parque nacional Jigme Dorji en Bután (resaltado en rosa)

Timbu limita al oeste con el distrito de Paro, al sur con Chukha y Dagana, al este con Wangdue Phodrang y al norte con Punakha, Gasa y la región autónoma del Tíbet, China. Con una altitud media de 2.330 metros sobre el nivel del mar, el distrito tiene el 42,9% de su superficie cubierta de bosques. La mitad norte del distrito (los gewogs de Kawang, Lingzhi, Naro y Soe) está sujeta a protección ambiental, y se encuentra dentro del Parque nacional Jigme Dorji.

## Economía

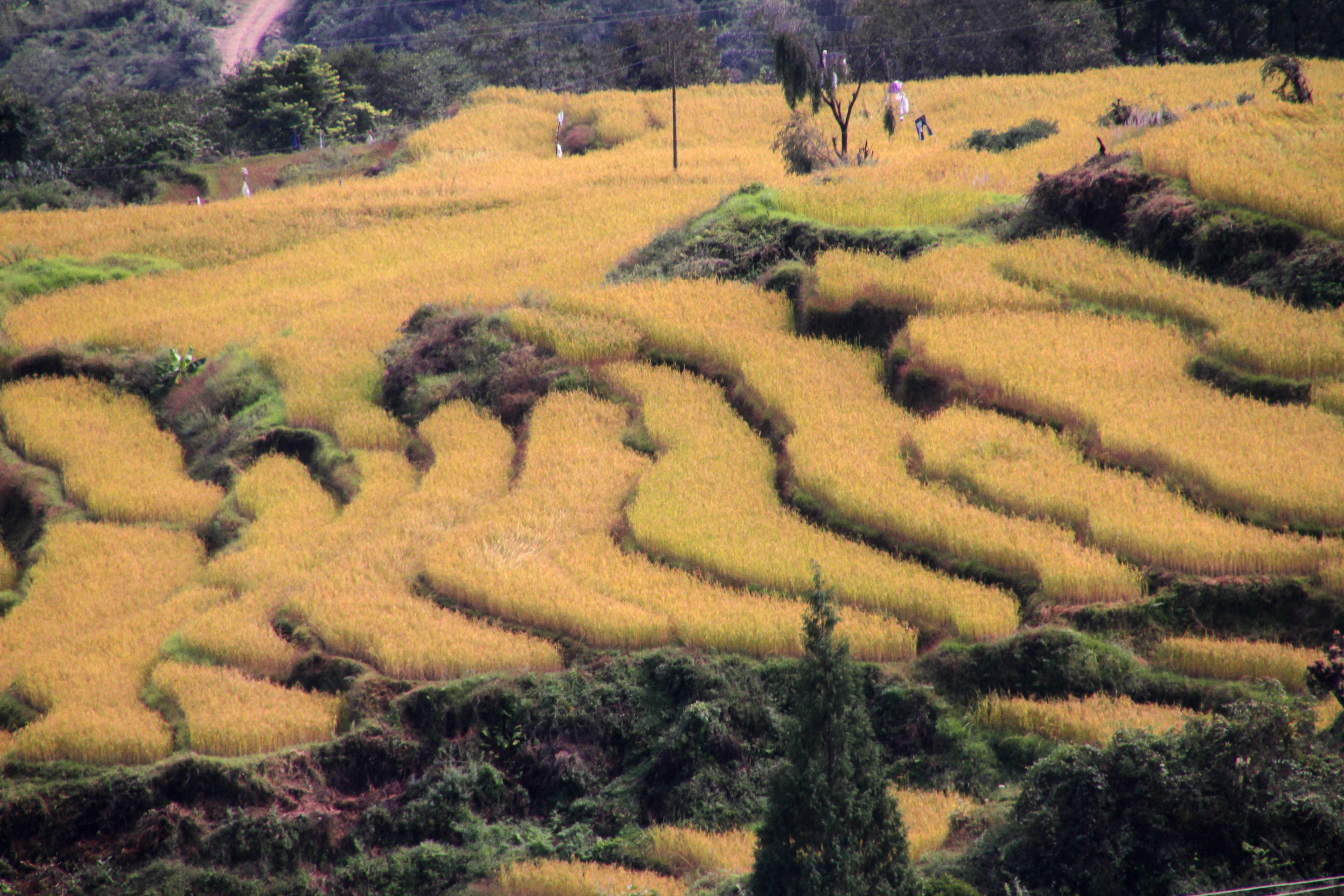
Terrazas de arroz en Timbu

El distrito es el principal centro de comercio, religión y gobierno del país. En 2015 179 establecimientos hoteleros y restaurantes se repartían por la región, además de 108 fábricas industriales. Del mismo modo, en 2016 unos 53.454 turistas visitaron el dzongkhag. Por otra parte, la agricultura también se practica en la región, contando con 1489 hectáreas de área cultivada en 2016.

## Cultura
El distrito de Timbu cuenta con 445 monumentos e instituciones religiosas. Destacan especialmente los siguientes lugares:

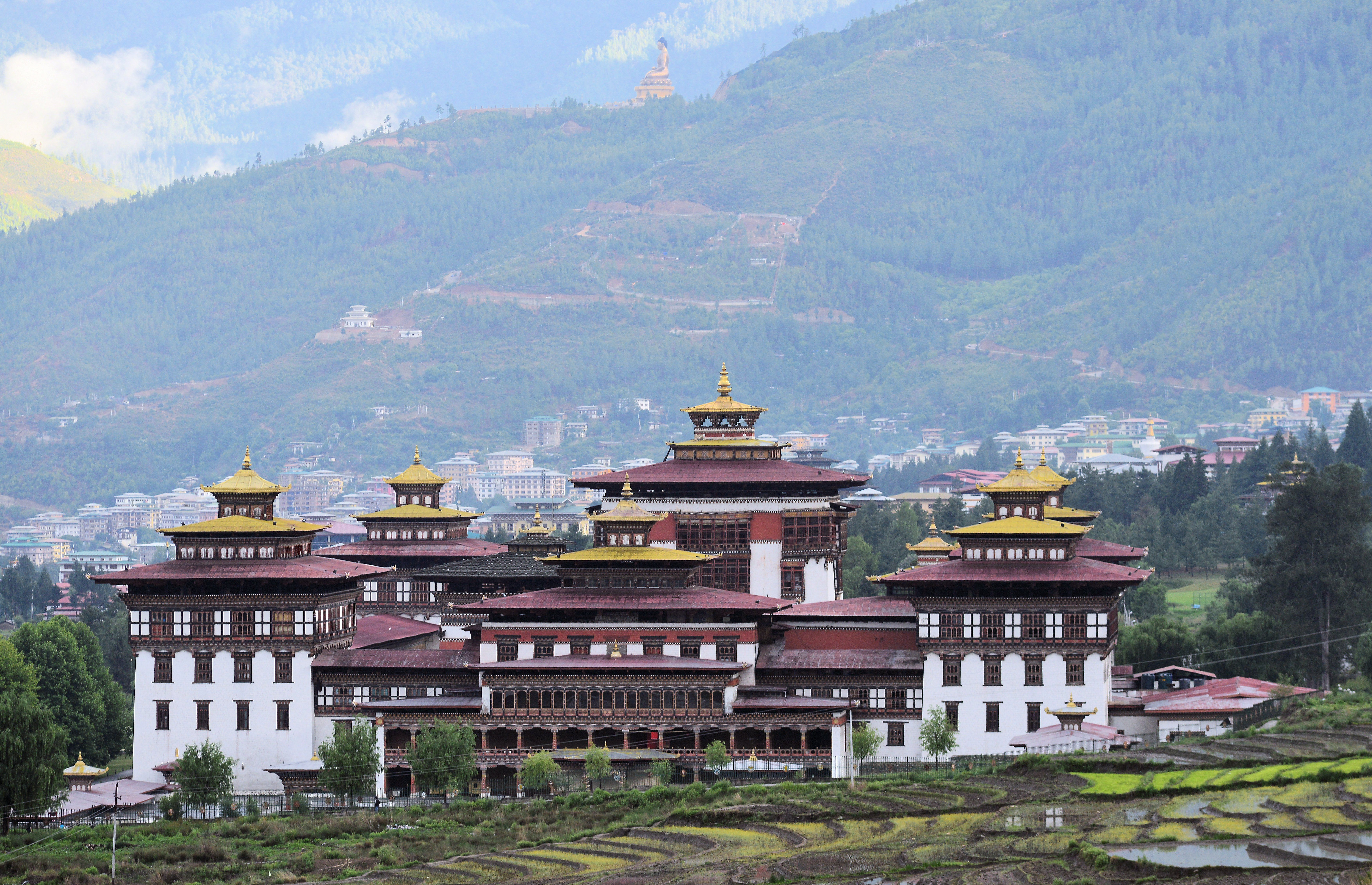
El dzong Tashichoe

- El dzong Tashichoe, una fortaleza situada en la capital, ha sido la sede del gobierno de Bután desde 1952. Fue construido en primer lugar por el lama Gyalwa Lhanangpa en el siglo XIII.[6]
- El paso de Dochula, ubicado en el camino entre Timbu y Punakha, donde se encuentran los 108 chörtens Druk Wangyal.[7]

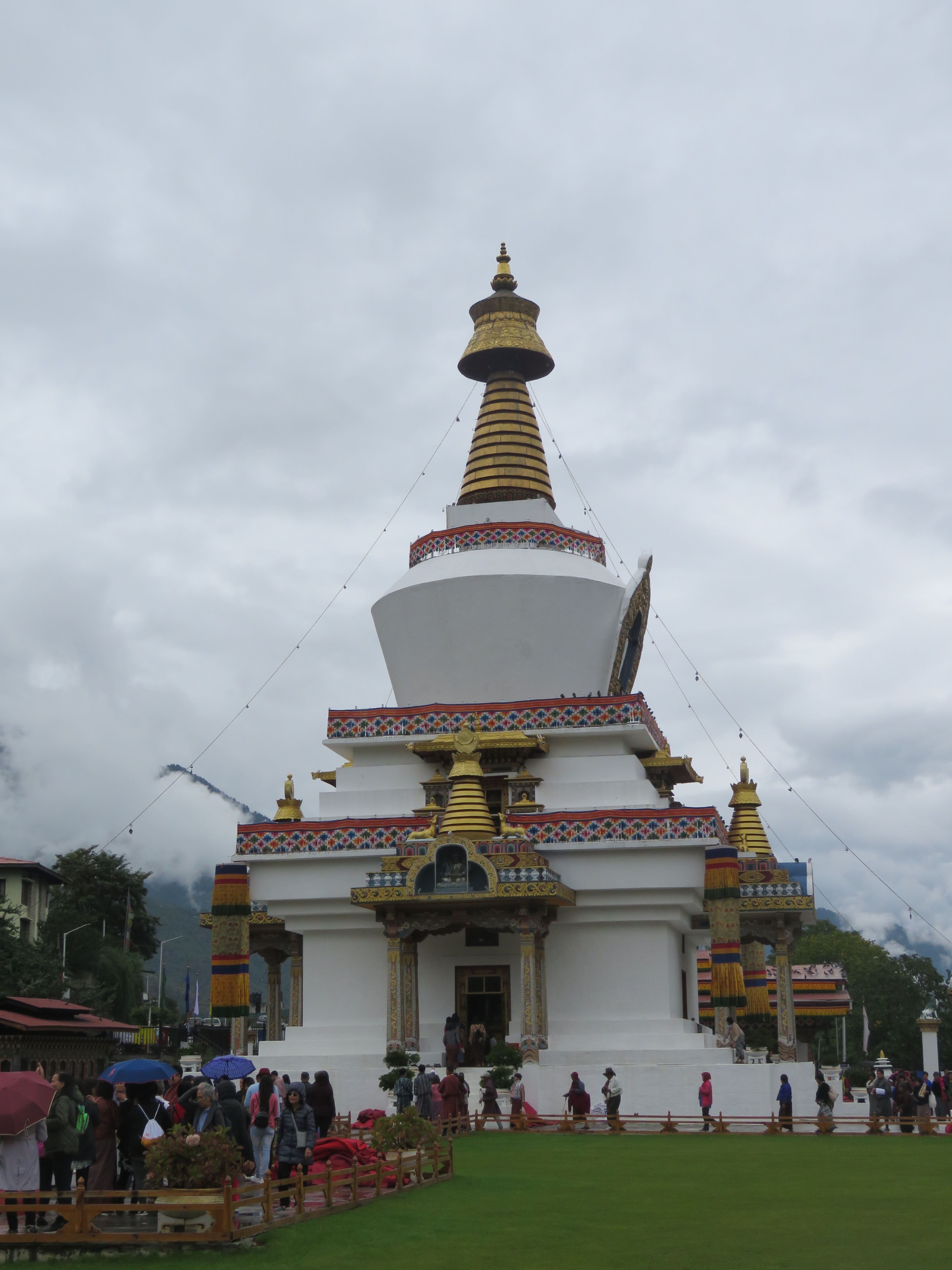
Vista del monumento chörten nacional

- El chörten nacional, levantado en honor al tercer Druk Gyalpo, Jigme Dorji Wangchuck, en la ciudad de Timbu.[8]

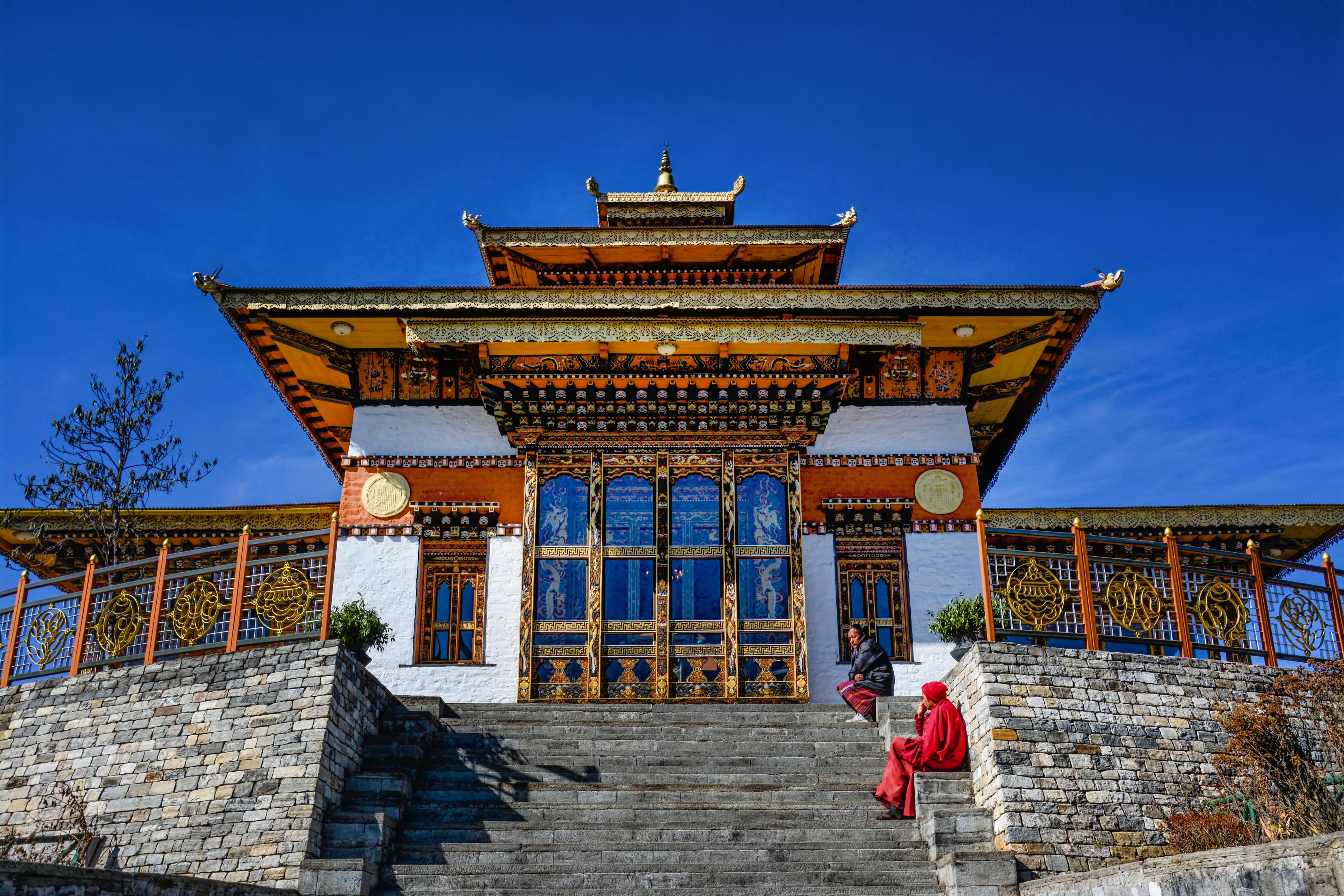
El templo de Druk Wangyal

- El lhakhang Druk Wangyal, construido en honor al cuarto Druk Gyalpo, Jigme Singye Wangchuck.[9]

## Localidades
El distrito de Timbu está dividido en ocho localidades (gewogs):
- Chang
- Dagala
- Genyekha
- Kawang
- Lingzhi
- Mewang
- Naro
- Soe